# Bulbucani, Iași
Bulbucani este un sat în comuna Gropnița din județul Iași, Moldova, România.